# Sinești, Olt
Sinești este un sat ce aparține orașului Potcoava din județul Olt, Muntenia, România.